# 穆罕默德·庫杜斯
穆罕默德·庫杜斯（英語：Mohammed Kudus，2000年8月2日—）是一位迦納足球運動員，現效力英超球隊熱刺。他是迦納國家足球隊隊員。

## 榮譽
阿積士
- 荷蘭足球甲級聯賽冠軍 : 2020-21、2021-22
- 荷蘭盃冠軍 : 2020-21

## 外部連結
- Profile （页面存档备份，存于） at the AFC Ajax website
- Soccerway資料庫：穆罕默德·庫杜斯